# イタリアの地方行政区画
本項ではイタリアの地方行政区画（イタリアのちほうぎょうせいくかく）の詳細をしめす。
イタリア共和国の行政区画は、基本的には 州 ― 県・大都市 ― コムーネという階層構造をとっている。
2014年には「大都市、県、コムーネの連合および合併に関する規定」(Disposizioni sulle città metropolitane, sulle province, sulle unioni e fusioni di comuni) が制定され、2015年には県級の広域自治体として10の大都市（Città metropolitana）が発足するなど、行政区画の改編が進められつつある。

## 憲法上の規定
イタリア共和国憲法では第2部第5章に地方制度に関する規定があり、第114条は、
- (1) 共和国は、コムーネ、県、大都市、州及び国によって構成される。
- (2) コムーネ、県、大都市及び州は、憲法が定める原則に基づく固有の憲章、権限及び権能を有する自治団体である。
- (3) ローマは、共和国の首都である。国の法律が、その制度について定める。

と規定している。

## 地方自治体の階層

### 州
州（レジョーネ、Regione）はイタリアの第一級行政区画で、イタリア全土に20個ある。「地方」と訳されることもあるが、公選の首長 (presidente)・評議会 (giunta)・議会 (consiglio regionale) を持つ広域自治体である。
州には特別自治州 (regione autonoma a statuto speciale) と通常州 (regione a statuto ordinario) がある。
特別自治州は5つある。イタリア共和国憲法116条において特別な地位を持つと規定された州である。シチリア、サルデーニャ、トレンティーノ=アルト・アディジェ、ヴァッレ・ダオスタが1948年に、フリウリ＝ヴェネツィア・ジュリア州は1963年に成立した。特別自治州は一定の分野における独占的な立法権が認められる、それぞれの地域で徴税される国税のうち付加価値税を除いた税収配分を受けるなど（通常州よりも）大きな地方自治権を有する。通常州の制度は特別自治州よりも遅く、1972年に制定された。
最も面積の大きい州はシチリア州、人口の多い州はロンバルディア州。面積と人口ともにヴァッレ・ダオスタ州が最も少ない。
以下はイタリア各州とその州都の一覧である。
イタリア北西部
01.  ピエモンテ州 - トリノ
02.  ヴァッレ・ダオスタ州（特別自治州） - アオスタ
03.  リグーリア州 - ジェノヴァ
04.  ロンバルディア州 - ミラノ
イタリア北東部
05.  トレンティーノ＝アルト・アディジェ州（特別自治州）- トレント
06.  ヴェネト州 - ヴェネツィア
07.  フリウリ＝ヴェネツィア・ジュリア州（特別自治州）- トリエステ
08.  エミリア＝ロマーニャ州 - ボローニャ
イタリア中部
09.  トスカーナ州 - フィレンツェ
10.  ウンブリア州 - ペルージャ
11.  マルケ州 - アンコーナ
12.  ラツィオ州 - ローマ
イタリア南部
13.  アブルッツォ州 - ラクイラ
14.  モリーゼ州 - カンポバッソ
15.  カンパニア州 - ナポリ
16.  プーリア州 - バーリ
17.  バジリカータ州 - ポテンツァ
18.  カラブリア州 - カタンザーロ
イタリア離島部
19.  シチリア州（特別自治州） - パレルモ
20.  サルデーニャ州（特別自治州） - カリャリ

### 県級行政区画
県および県相当の区画（第二級行政区画）は、107と数えられている。内訳は以下の通り。
- 県 (Provincia) ：80
- 大都市 (Città metropolitana) ：14
- トレンティーノ＝アルト・アディジェ州の自治県 (Province autonome) ：2
- シチリア州のコムーネ自治組合 (Libero consorzio comunale) ：6
- フリウリ＝ヴェネツィア・ジュリア州の旧県：4
- ヴァッレ・ダオスタ州：1

#### 県
県（プロヴィンチャ、Provincia）には公選制の議会と首長 (presidente)、首長によって任命される評議会（giunta）があり、このほかに政府（内務省）に任命された官選知事 (prefetto) もいる。県には中核となる都市 (Capoluogo di Provincia) があり、「県都」と訳される。県の名前は、県都の名がそのまま用いられている場合がほとんどである。

#### 大都市

イタリアの大都市 (Città metropolitana)

大都市（Città metropolitana）は、2019年現在14ある。なお、自治体名 Città metropolitana di xxx の訳語としては 「○○大都市」、 Città metropolitana di Roma Capitale の訳語としては 「首都ローマ大都市」とする例がある。
イタリア共和国憲法に地方自治体の一種として規定されており、地方自治統一法典では県と同等の権限を有すると規定されていたが、長らく置かれていなかった。
2014年、「大都市、県、コムーネの連合および合併に関する規定」によって、県級の広域自治体として「大都市」の規定が行われた。2015年までに通常州管下でローマ県、ミラノ県、ナポリ県、トリノ県、バーリ県、フィレンツェ県、ボローニャ県、ジェノヴァ県、ヴェネツィア県、レッジョ・カラブリア県の10県が「大都市」に移行。シチリア州ではメッシーナ県、カターニア県、パレルモ県が2015年に「大都市」となり、サルデーニャ州では2016年にカリャリ県が「大都市」に改変された（この際、付近の広域自治体の再編も行われた）。
大都市の首長は大都市長（Sindaco metropolitano）と呼ばれる。大都市長は、その中心都市の市長が兼任する（たとえば、ミラノ大都市長はミラノ市長が兼ねている）。また、大都市議会は間接選挙制であり、大都市に含まれるコムーネの長およびコムーネ議員の互選によって議員が選ばれる。

#### 特別自治州の制度
特別自治州では、管下の行政区画についてそれぞれ異なる制度を有する。
ヴァッレ・ダオスタ州では、1948年に特別自治州の成立とともアオスタ県が廃止された。統計等では便宜上、州が県を兼ねるものとされている。
シチリア州には3つの大都市が置かれているほか、従来の県 (Provincia regionale) に代わるものとして6つのコムーネ自治組合（Libero consorzio comunale）が置かれている。
フリウリ＝ヴェネツィア・ジュリア州では2017年に自治体としての県が廃止された（選挙区の単位などの地理的呼称としては残された）。これに代わり、コムーネの連合体として18の Unione Territoriale Intercomunale が置かれている。

#### 県級行政区画の沿革
県の数（ヴァッレ・ダオスタ州を県として含む）は1974年以来長らく95個であったが、1990年の地方自治法改正以後の地方分権化の中で増加し、2014年末には110となった。1990年代から2000年代までの新設県は以下の通り。
- 1992年 - ビエッラ県、クロトーネ県、レッコ県、ローディ県、プラート県、リミニ県、ヴェルバーノ・クジオ・オッソラ県、ヴィボ・ヴァレンツィア県
- 2005年 - オルビア＝テンピオ県、オリアストラ県、カルボーニア＝イグレージアス県、メディオ・カンピダーノ県
- 2009年 - モンツァ・エ・ブリアンツァ県、バルレッタ＝アンドリア＝トラーニ県、フェルモ県

サルデーニャ自治州では、県級行政区画の統廃合のプロセスが進められている。2016年2月に新たな行政区画の設置が行われたが、地方自治上は過渡期である（2016年9月現在）。新制度では、サルデーニャ州は下記の1大都市5県となる。
- カリャリ県（大都市）
- ヌーオロ県
- オリスターノ県
- サッサリ県
- 南サルデーニャ県（英語版、イタリア語版）